# نازوفیلیا
فتیشیسم بینی (به انگلیسی: Nose fetishism)، پارتیالیسم بینی (به انگلیسی: nose partialism)، یا نازوفیلیا (به انگلیسی: nasophilia) یک پارتیالیسم (یا انحراف جنسی) برای بینی است. این وضعیت ممکن است شامل کشش جنسی به شکل خاصی از تغییرات ظاهری فیزیکی (مانند شکل و اندازه)، یا یک ناحیه خاص (به عنوان مثال، پل یا سوراخ‌های بینی) باشد. فتیش ممکن است خود را در میل به تماس و تعامل فیزیکی واقعی، یا خیال پردازی‌های خاص مانند میل به دخول جنسی در سوراخ‌های بینی با آلت تناسلی یا با انگشت (قابل مقایسه با انگشت کردن) نشان دهد. همچنین فتیشیسم بینی می‌تواند شامل تمایل به انزال در سوراخ‌های بینی یا روی بینی باشد. برخی از افراد مبتلا به این فتیش، هنگام نگاه کردن به فردی با بینی‌ای که از نظر آنها بسیار جذاب است، خودارضایی می‌کنند. در موارد دیگر، برخی از افراد مبتلا به این فتیش نیز از نیشگون گرفتن بینی کسی لذت می‌برند تا او دهان خود را برای نفس کشیدن باز کند.
فانتزی‌های دیگر ممکن است شامل تمایل به مشاهده یا تجربه تغییر بینی، با اشاره به عنصری از یک اثر تخیلی مانند پینوکیو یا ایده‌هایی در مورد تبدیل بینی به بینی موجودی دیگر مانند پوزه خوک به عنوان وسیله ای برای روابط جنسی به وسیلهٔ تحقیر اروتیک شریک یا آشنا باشد. این فانتزی‌ها را می‌توان با استفاده از وسایل، بازی نقش یا داستان‌های دگرپیکری، در قالب نوشتار، آثار هنری یا عکس‌های اصلاح‌شده افراد (معروف به دگردیسی تصویر) تسهیل کرد.
زیگموند فروید بینی را به عنوان جایگزینی برای آلت تناسلی تفسیر کرده‌است.